# Pipa myersi
Pipa myersi es una especie de anfibio anuro de la familia Pipidae.

## Distribución geográfica
Esta especie es endémica de la provincia de Darién en Panamá. Se encuentra hasta 30 m de altitud en las cuencas de Río Ucurgantí y Río Canclón. 
Su presencia es incierta en el norte de Colombia. Vive en zonas pantanosas.

## Descripción
Pipa myersi se parece a Pipa parva, pero las puntas de sus dedos tienen tres lóbulos en lugar de cuatro. El lóbulo medio es el más desarrollado.

## Comportamiento
Esta especie es acuática.

## Estado de conservación
Esta especie solo se presenta en un rango pequeño y fragmentado, y la extensión y naturalidad de las áreas de humedales está disminuyendo en Panamá. La UICN lo ha clasificado como "EN" (en peligro de extinción). Está amenazada principalmente por la deforestación de las zonas de humedales debido a la tala y la expansión agrícola, pero también por el aumento de la contaminación del agua.

## Etimología
Esta especie lleva el nombre en honor a Charles William Myers.

## Publicación original
- Trueb, 1984 : Description of a new species of Pipa (Anura: Pipidae) from Panama. Herpetologica, vol. 40, n.º 3, p. 225-234.[4]